# 全部好き。
「全部好き。」（ぜんぶすき）は、遊助の7枚目のシングル。2011年7月20日にソニー・ミュージックレコーズから発売された。

## 概要
前作「ひと」から約8か月ぶりのシングルであり、「雄叫び」（8月3日発売）と2か月連続でリリースされた。
それまで遊助が自身のイメージカラーであると語っていた黄色に関係するものがシングルタイトルとなっていたが、本作は関係のないタイトルとなっている。また、カップリングの「レインボー」は、アニメ『しまじろうヘソカ』（テレビ東京／TXN系列）で、4月からオープニングテーマとして放送されていた。また、表題曲「全部好き。」にタイアップはない。
表題曲「全部好き。」は、曲の特性を活かし、若者カップルの間で「いいところを10個いいあう」動画を作成し、投稿することが2014年以降流行している。
5枚目のシングル「ミツバチ」から続き、ボーナストラック盤にのみ、初回生産限定盤に収録されている楽曲にさらに1曲追加されて収録されている。
2018年にJ☆Dee'Zがミニアルバム『あと一歩』でカバーしている。

## CDタイプ
- 初回生産限定盤…1785円
  - CD+DVD (10min)
- 通常盤…1223円

## 収録内容

### 通常盤（CDのみ）
1. 全部好き。 [4:57]
作詞：遊助、作曲・編曲：木村有希
2. レインボー [4:09]
作詞：遊助、作曲：遊助・市川喜康、編曲：CHOKKAKU
  - 『しまじろうヘソカ』（テレビ東京／TXN系列）オープニングテーマ
  - 『しまじろうヘソカ うた・ダンスヒットソングコレクションII』（2012年3月28日発売）にTVバージョンが収録されている。
3. パパのパパ [4:59]
作詞：遊助、作曲・編曲：HASE-T
  - 自身が出演しているCM『ABCマート』CMソング
4. 全部好き。 -instrumental- [4:56]

### 初回生産限定盤（DVD付）
CD
1. 全部好き。
2. レインボー
3. 全部好き。 -instrumental-
4. レインボー -instrumental-

DVD
1. 全部好き。　Music Video